# Хильдегарий (епископ Мо)
Хильдегарий (лат. Hildegarius, фр. Hildegaire; начало IX века — 870-е) — епископ Мо в 850-х — 870-х годах; агиограф, автор жития святого Фарона.

## Биография

### Получение епископской кафедры
О происхождении Хильдегария сведений в исторических источниках не сохранилось. Ещё в юности приняв постриг, он до получения епископского сана был монахом-бенедиктинцем в аббатстве Сен-Дени.
Точная дата восшествия Хильдегария на епископскую кафедру в Мо не известна. Предположения некоторых историков о том, что это произошло ранее 850 года, являются ошибочными, так как и в церковном соборе в Морьене в 850 году, и на синоде в Вербери в 853 году участвовал ещё епископ Мо Хугберт I. О том, участвовал ли Хильдегарий в церковном соборе в Бонней-сюр-Марне в 855 году, среди историков идут дискуссии. Первое достоверное свидетельство о Хильдегарии как о главе епархии Мо датируется 857 или 858 годом, когда он присутствовал на интронизации нового епископа Парижа Энея. На этом основании предполагается, что Хильдегарий стал главой епархии Мо между 853 годом, датой последнего упоминания епископа Хугберта, и 858 годом. Инициатором возведения Хильдегария в епископский сан был правитель Западно-Франкского королевства Карл II Лысый.

### Участие в церковных соборах
Хильдегарий был участником почти всех церковных соборов, проводившихся в Западно-Франкском королевстве во второй половине 850-х — первой половине 870-х годов. Из этих синодов наиболее важными для церковной жизни франкского духовенства были соборы в Меце в 859 году (на нём был подписан мир между королями Карлом II Лысым и Людовиком II Немецким), в Савоньере в том же году (на нём за измену королю Карлу II Лысому был осуждён архиепископ Санса Венилон), в Ахене в 860 году (на нём рассматривался бракоразводный процесс короля Лотаря II и Теутберги), в Туси (на этом синоде разбиралась тяжба между графом Тулузы Раймундом I и графом Клермона Этьеном), в Питре в 862 году (на нём со своей кафедры был смещён суассонский епископ Ротад II), в Суассоне в том же году (здесь за противоречащий церковным канонам брак были отлучены от церкви Балдуин и Юдифь, дочь короля Карла Лысого), в Мо в 868 году (проведён 17 октября по требованию Хильдегария, ратовавшего на синоде за основание при монастырях своей епархии школ; в качестве обоснования такого шага епископ Мо использовал труды орлеанского епископа Теодульфа) и в Туси в 871 году (на нём по инициативе Хильдегария, опиравшегося на принятые в V веке папой римским Геласием I постановления, на епископа Лана Гинкмара Младшего был наложен интердикт).
Хильдегарию архиепископ Гинкмар посвятил свой трактат «De Judicio Dei per aquam frigidam», в котором рассматривалась процедура испытания водой применительно к Божьему суду. В этой работе глава Реймсской архиепархии высоко оценил заслуги и влияние епископа Мо.

### Нападение викингов
Управление Хильдегарием епархией Мо пришлось на время набегов викингов на центральные районы Западно-Франкского королевства. В январе 862 года войско норманнов под начальством сына Веланда, зимовавшее в аббатстве Святого Мавра в селении Фоссе, выступив на нескольких кораблях в поход, захватило и разграбило Мо. Под впечатлением от этих событий в 869 году Хильдегарий написал житие Фарона, одного из своих предшественников на епископской кафедре. Именно покровительству этого святого Хильдегарий приписывал спасение посвящённого тому аббатства и кафедрального собора Мо, не пострадавших от устроенного норманнами пожара, уничтожившего бо́льшую часть города. Ответственность за нападение викингов на город Хильдегарий возлагал на короля Карла II Лысого, и даже обвинял монарха в некоем «предательстве» (лат. infidelitas). Предполагается, что под предательством епископ Мо имел ввиду попустительство короля викингам, разорившим владения его восставшего сына Людовика Заики. Вероятно, во время мятежа Хильдегарий был одним из ближайших сторонников Людовика, продолжив оставаться им и после того, как при примирении с отцом тот получил графство Мо. В своём сочинении Хильдегарий обрушивался с критикой и на представителей западно-франкской знати, «бездействовавших» в то время, когда норманны безнаказанно разбойничали в самом центре королевства. Он также выказывал сильное недовольство проведённым по повелению Карла II Лысого сбором дани для откупа от викингов, в которую, возможно, должны были внести свою лепту и епархии Западно-Франкского королевства.